# 토요타 TS040 하이브리드
토요타 TS040 하이브리드(영어: Toyota TS040 Hybrid)는 FIA 월드 지구력 챔피언십의 2014년과 2015년 시즌에  토요타 모터스포츠 GmbH에서 제작하여 사용한 르망 프로토타입 1(LMP1) 스포츠카이다. 디자인 작업은 2012년 11월 ACO(Automobile Club de l'Ouest)가 2014년 기술 규정을 발표하고 토요타가 2013년 르망 24시간 레이스 이후 자원을 활용하면서 시작되었다. 선행 모델인 토요타 TS030 하이브리드에서 공기역학적으로 개선되었으며 4륜구동이 가능한 디자인이 특징이다. 슈퍼커패시터를 충전하기 위해 앞뒤 차축에 2개의 운동 에너지 회수 시스템(영어: Kinetic Energy Recovery System) 회생 제동 장치를 탑재했으며, 2014년 규정에 따라 6 MJ (1.7 kWh) 등급에 배치됐다. 엔진은 TS030에서 이월되었으며 더 나은 효율성을 위해 배기량이 3.4 l (210 cu in)에서 3.7 l (230 cu in)로 증가하여 뒷바퀴에 513마력(383kW)을 생성한다.